# Nelson Strait (Südliche Shetlandinseln)
Der Nelson Strait (spanisch Estrecho Nelson) ist eine Meerenge im Archipel der Südlichen Shetlandinseln. Sie verläuft zwischen Nelson Island im Osten und Robert Island im Westen.
Der US-amerikanische Robbenfängerkapitän Nathaniel Palmer kartierte den Seeweg 1821 vermutlich als Erster und benannte ihn als Harmony Strait. Auf der Landkarte des britischen Robbenfängerkapitäns George Powell aus dem Jahr 1822 ist sie dagegen als King George’s Strait verzeichnet, James Weddell benannte sie 1825 als Parrys Strait. Ihr heutiger Name leitet sich von Nelson Island ab. Namensgeber dieser Insel ist der britische Robbenfänger Nelson aus Southampton, der zwischen 1820 und 1821 in den Gewässern um die Südlichen Shetlandinseln operierte.